# Dowagiac
Dowagiac – miasto w Stanach Zjednoczonych, w stanie Michigan, w hrabstwie Cass.